# Albuca dinteri
Albuca dinteri är en sparrisväxtart som beskrevs av U.Müll.-doblies. Albuca dinteri ingår i släktet Albuca och familjen sparrisväxter.
Artens utbredningsområde är Namibia. Inga underarter finns listade i Catalogue of Life.